# Gymnarthridae
Los gimnártridos (Gymnarthridae) son un grupo extinto de lepospóndilos que vivieron desde comienzos del período Carbonífero hasta finales del período Pérmico, en lo que hoy son los Estados Unidos, Canadá y la República Checa. 